# Roca Cavallera
La Roca Cavallera és una muntanya de 354 metres que es troba al municipi de Granyena de les Garrigues, a la comarca catalana de les Garrigues.